# Jordan Pop-Jordanov

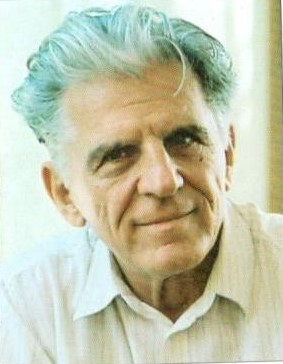
Jordan Pop-Jordanov

Jordan Pop-Jordanov (mazedonisch Јордан Поп Јорданов; * 23. November 1925 in Veliko Gradište, Königreich der Serben, Kroaten und Slowenen; † 12. März 2024 in Skopje) war ein nordmazedonischer Kernphysiker und Tennisspieler.

## Leben
Jordan Pop-Jordanov beteiligte sich als Schüler am Kampf der jugoslawischen Volksbefreiungsarmee. Er machte sein Abitur in Štip. 1950 war er erster mazedonischer Meister im Tennis. Er schloss 1956 ein Philosophie-Studium an der Universität Skopje ab, sowie 1960 ein Studium der Technischen Physik an der Elektrotechnischen Fakultät der Universität Belgrad, wo er 1964 auch promovierte.
Ab 1960 war er wissenschaftlicher Mitarbeiter des Instituts für Nuklearwissenschaften „Boris Kidrič“. Von 1969 bis 1970 war er Vorsitzender des Wissenschaftlichen Rates des Institut für Nuklearwissenschaften in Vinča. Von 1971 bis 1983 war er ordentlicher Professor an der Elektrotechnischen Fakultät der Universität Belgrad. Dort lehrte er Kernphysik, Statistische Physik und Quantenelektrodynamik und gründete eine Abteilung für Solarenergie, die erste in Jugoslawien. Von 1977 bis 1979 war er der Dekan der Elektrotechnischen Fakultät der Universität Belgrad. 1983 ging er nach Skopje, wo er ebenfalls an der Universität lehrte. International bekannt wurde er mit der „Pop-Jordanov method“ mit welcher Neutronen thermalisiert werden können.
Er wurde 1969 zum korrespondierenden und 1974 zum ordentlichen Mitglied der Mazedonischen Akademie der Wissenschaften und Künste (MANU) gewählt, deren Präsident er von 1984 bis 1991 war. 1993 gründete er das Research Center for Energy, Informatics and Materials, welches zur MANU gehörte, und leitete es bis zum Jahre 2012.

## Familie
Jordan Pop-Jordanov war mit der Psychologin Nada Pop-Jordanova (* 1947) verheiratet, die ebenfalls Mitglied der MANU ist. Das Ehepaar stiftete 2002 den jährlichen Vita-Pop-Jordanova-Preis für junge Wissenschaftler, der nach der mit ihm verwandten Vita Pop-Jordanova benannt ist; diese war Medizinstudentin und ebenfalls in der jugoslawischen Volksbefreiungsarmee aktiv, sie kam 1943 als Partisanenkämpferin ums Leben.

## Veröffentlichungen (Auswahl)
Eine vierbändige Ausgabe gesammelter Werke (Собрани трудови), herausgegeben von Gligor Kanevče, erschien 2015 (ISBN 978-608-203-141-5, ISBN 978-608-203-143-9, ISBN 978-608-203-142-2, ISBN 978-608-203-144-6).

### Bücher
- Elementi savremene fizike (Elemente der heutigen Physik), 1974
- Kvantna elektrodinamika (Quantenelektrodynamik), 1976
- Neravnotežna statistička fizika (Ungleichgewichtige statistische Physik), 1977
- Energetska mikrofizika (Energetische Mikrophysik), 1978

### Artikel in Büchern und Zeitschriften
- Neutron Thermalization in Reactor Cell, in: Kernenergie. Zeitschrift für Kernforschung und Kerntechnik (ISSN 0023-0642), Jg. 12.1969, S. 288–294.
- (mit Tome Boševski): Fast convergent space-and-energy-point transport theory method, in: Transactions of the American Nuclear Society (ISSN 0003-018X), Jg. 16.1973, S. 133f.
- Supstancija i polje u delima Faradeja i Maksvela (Substanz und Feld in den Werken von Faraday und Maxwell), in: Dijalektika. Časopis za metodološko-filozofske probleme matematičkih, prirodnih i tehničkih nauka (ISSN 0350-1272), Jg. 8.1973, S. 109f.
- O gnoseološkim granicama u subatomskoj fizici (Über erkenntnistheoretische Grenzen der subatomaren Physik), in: Dijalektika, Jg. 10.1975, S. 5–13.
- Paradoksi saznanja u nuklearnoj energetici (Paradoxien des Wissens in der Kernenergie), in: Dijalektika, Jg. 22.1987, S. 81–85.
- (mit Nada Pop-Jordanova): Psychophysiological Comorbidity and Computerized Biofeedback, in: The International Journal of Artificial Organs (ISSN 0391-3988), Jg. 25.2002, S. 429–433.
- Indicators for Sustainable Energy Development from a Negentropic Perspective, in: Clean technologies and environmental policy (ISSN 1618-954X), Jg. 5.2003, S. 273–278.
- (mit Nataša Markovska und Evgeni Alexandrovich Solov’ev): Quantum Resonance Effects and Solar Cell Efficiency, in: Viorel Bădescu und Marius Paulescu (Hrsg.): Physics of nanostructured solar cells, 2010, ISBN 978-1-60876-110-4, S. 134–144.